# Rugofrontia
Rugofrontia är ett släkte av fjärilar. Rugofrontia ingår i familjen nattflyn.
Kladogram enligt Catalogue of Life:
| Rugofrontia | \| \| Rugofrontia micans \| \| \| \| \| \| Rugofrontia unifera \| \| \| \| |
|             | \| \| Rugofrontia micans \| \| \| \| \| \| Rugofrontia unifera \| \| \| \| |
|             | Rugofrontia micans                                                         |
|             |                                                                            |
|             | Rugofrontia unifera                                                        |
|             |                                                                            |